# Foulques V d'Anjou
Pour les articles homonymes, voir Foulques.
 (août 2010).
Foulques V d'Anjou, dit « le Jeune », né en 1092, mort le 10 ou le 13 novembre 1143 à Acre, est comte d'Anjou et de Tours de 1109 à 1129, comte du Maine de 1110 à 1129, puis roi de Jérusalem de 1131 à 1143. Il est de la maison de Gâtinais-Anjou et fils cadet de Foulques IV le Réchin, comte d'Anjou et de Tours, et de Bertrade de Montfort.

## Biographie

### Enfance
Bertrade de Montfort, sa mère est la cinquième épouse de son père Foulques le Réchin et a été épousée à la suite d'un marchandage entre Robert II Courteheuse, duc de Normandie et Guillaume, comte d'Évreux.
Par un accord, Foulques le Réchin aidait Robert Courteheuse à mater la révolte des Manceaux et Robert Courteheuse acceptait de rendre les terres de Raoul de Gacé († 1051) au neveu de ce dernier Guillaume d'Évreux, lequel accordait à Foulques le Réchin la main de sa pupille et nièce Bertrade, que ses contemporains considéraient d'une très grande beauté.
Foulques naît peu après de ce mariage, mais l'ambition de Bertrade ne s'arrête pas au seul comté d'Anjou. Considérant que son mariage est nul puisque la précédente épouse de Foulques est encore en vie, Bertrade abandonne son mari et rejoint Philippe Ier, roi de France en emmenant son fils avec elle.
Foulques le Jeune vit à la cour royale à Paris pendant que son beau-père et sa mère encourent les foudres de l'église et sont excommuniés par le pape Urbain II, celui qui appelle en 1095 la chrétienté à délivrer les Lieux saints. 
Ce n'est qu'en 1104 que Bertrade, touchée par le prêche de Robert d'Arbrissel se soumet aux décisions de l'Église et se retire à Fontevraud.
Il semble que Foulques le jeune reste encore à la cour du roi, mais en 1106, son demi-frère Geoffroy Martel, héritier du comte d'Anjou, se révolte contre son père et est assassiné au siège de Candé. Foulques le Jeune, devenu héritier, quitte alors Paris pour rejoindre son père et est associé au gouvernement du comté. Il n'a que quinze ans, et son père Foulques le Réchin meurt trois ans plus tard, en 1109.

### Comte d'Anjou et du Maine

En rouge foncé, les fiefs de Foulques d'Anjou : Anjou, Touraine et Maine.

Bien qu’il se démarque de ses ancêtres par sa douceur, son affabilité et sa loyauté, il n’en reste pas moins un seigneur attaché à maintenir la puissance de ses États et passe sa vie à mater et réduire ses vassaux les plus turbulents, notamment ceux d'Amboise, à l’instar de son contemporain, le roi de France Louis VI le Gros. 
Il prend ainsi les châteaux forts de Doué et de l’Isle-Bouchard (1109), de Brissac (1112), de Montbazon (1118) et de Montreuil-Bellay (1124). Il réprime également les tentatives d’indépendance des bourgeois, freine les mouvements d’émancipation communale et se fait obéir de la féodalité ecclésiastique.
Juste après son avènement, il épouse Erembourg, fille et héritière d'Hélie de Beaugency, comte du Maine. Ce mariage rattache définitivement le Maine à l'Anjou, mais le contraint à mener une politique louvoyante entre Henri Ier Beauclerc, roi d'Angleterre et duc de Normandie, et Louis VI le Gros, roi de France.
Mais son action ne se limite pas à une politique intérieure, et il intervient dans le conflit qui oppose les héritiers de Guillaume le Conquérant.
Il s’allie au roi Louis VI le Gros, reçoit en échange la charge de sénéchal et soutient avec son roi la cause de Guillaume Cliton, prétendant au duché de Normandie contre son oncle Henri Ier Beauclerc, roi d’Angleterre. 
En 1112, l’aide de Louis VI lui permet de conserver le Maine envahi par Henri Beauclerc. En 1113, il se rapproche du roi anglais et fiance sa fille Mathilde à Guillaume Adelin, fils d’Henri Beauclerc. En 1116, il revient à l’alliance capétienne et combat Thibaut IV de Blois, neveu d’Henri et ennemi de Louis VI, puis participe à la campagne de Louis VI en faveur de Guillaume Cliton et contre Henri. La mort au combat du comte Baudouin VII de Flandre (1119), autre soutien de Guillaume Cliton, incite Louis et Foulques à conclure un accord avec Henri Beauclerc, et Guillaume Adelin épouse Mathilde.
Foulques profite de cette paix pour effectuer un pèlerinage à Jérusalem qu’il atteint en mai 1120 et où il se fait apprécier par sa valeur, son courage et sa piété. Quand il rentre en Europe, il apprend que Guillaume Adelin est mort le 25 novembre 1120 dans le naufrage de la Blanche-Nef, et qu’Henri Beauclerc refuse de rendre la dot. 
Foulques soutient de nouveau les prétentions de Guillaume Cliton, qu’il marie en 1123 à sa seconde fille Sibylle et lui donne le Maine en dot, mais le pape intervient et annule le mariage le 26 août 1124.
Foulques n’en continue pas moins à soutenir Guillaume Cliton, mais la situation change encore en 1127. 
D’une part, Charles le Bon, comte de Flandre est assassiné le 2 mars 1127, et Guillaume Cliton, petit-fils de Mathilde de Flandre et beau-frère de Louis VI le Gros par son second mariage, revendique le comté de Flandre. 
D’autre part, Mathilde, l’unique enfant légitime d’Henri Beauclerc, veuve de l’empereur Henri V depuis 1125, est reconnue héritière du royaume d’Angleterre par son père qui propose sa main à Geoffroy, fils aîné de Foulques. L’accord est rapidement conclu et le mariage est célébré au Mans le 17 juin 1128, jetant ainsi les bases de l’empire Plantagenêt.
Trois mois plus tôt, le 31 mai 1128, Foulques a pris la croix et, après une dernière visite à Fontevrault où s’est retirée sa fille Mathilde, veuve de Guillaume Adelin, confie tous ses domaines à son fils.
Foulques va à Tours pour recevoir des mains de l’archevêque Hildebert de Lavardin la croix et part définitivement en Terre sainte, au début de l’année 1129,.

### Héritier du royaume de Jérusalem
En effet, de l’autre côté de la Méditerranée, le roi Baudouin II de Jérusalem, prend de l’âge, n’a pas de fils pour lui succéder et cherche un héritier à marier à sa fille aînée Mélisende. 
En 1127, il envoie son connétable Guillaume de Bures et Gautier Ier Brisebarre, seigneur de Beyrouth demander conseil auprès de Louis VI le Gros, roi de France, lequel désigne le comte Foulques V d'Anjou. Le choix est heureux, car le comportement, la piété et la vaillance de Foulques lors de son pèlerinage de 1120 lui ont valu l’admiration de tous. 
De plus, Baudouin connait, par ses contacts en Occident, les qualités d’administrateur, de chef guerrier et sait également qu’il est veuf depuis 1126. Foulques aborde à Saint-Jean-d'Acre au milieu du printemps et épouse Mélisende de Jérusalem le 2 juin 1129.
La première intervention de Foulques en tant qu'héritier du royaume est d'assister son beau-père qui tente de conquérir Damas. Tughtekin, le précédent atabeg, est mort le 12 février 1128 et son fils Taj el-Moluk Buri lui a succédé sans difficulté, mais les Nizarites s'implantent et contrôlent peu à peu son entourage. 
De confession chiite et haïssant les sunnites, ils commencent à comploter et à négocier avec les Francs pour leur livrer la ville. Baudouin II se prépare à cette éventualité quand la population de Damas se révolte et massacre les Nizarites en septembre 1129, faisant échouer les plans de Baudouin II, qui tente néanmoins le siège de la ville, mais y renonce le 5 décembre 1129 à cause de pluies diluviennes qui rendent le sol boueux et impraticable,.
En février 1130, le prince Bohémond II d'Antioche est tué en Cilicie par les Turcs de Gumuchteguin. Il ne laisse qu'une enfant, Constance, pour lui succéder sous la régence de sa veuve Alix de Jérusalem, fille de Baudouin II.
Mais Alix de Jérusalem ne veut pas se contenter de la régence, mais veut diriger directement la principauté et, prévoyant l'opposition de son père et des principaux barons, envoie un messager à Zengi, atabeg de Mossoul et d'Alep lui demandant sa protection. Heureusement, le messager est intercepté, et Baudouin et Foulques se rendent à Antioche pour y mettre de l'ordre. Alix est exilée à Laodicée,.

### Roi de Jérusalem
Baudouin II meurt à Jérusalem le 21 août 1131 et la succession ne pose aucun problème. Reconnus sans difficulté comme souverains légitimes par la Haute Cour du royaume, Foulques et Mélisende sont sacrés roi et reine au Saint-Sépulcre le 14 septembre 1131,. Le comte Josselin Ier d'Édesse meurt la même année et son fils Josselin II, un piètre guerrier, lui succède, et préfère séjourner à Turbessel plutôt qu'à Édesse, qu'il juge trop exposée. 

Les États latins d'Orient en 1135.

À Laodicée, Alix de Jérusalem noue des alliances avec Guillaume, châtelain de Sahyun, Josselin II et Pons de Tripoli pour reprendre le pouvoir à Antioche. Les barons d'Antioche, apprenant le complot, appellent Foulques qui vient avec son armée, mais à qui le comte Pons de Tripoli refuse le passage dans ses États. 
Afin d'éviter une effusion de sang qui profiterait à Zengi, Foulques embarque à Beyrouth pour Saint-Siméon, arrive à Antioche où il empêche les intrigues d'Alix. Puis il attaque Rugia, d'où le comte Pons espère envahir la principauté d'Antioche, et l'oblige à la reddition et à la soumission. Foulques reste ensuite quelque temps à Antioche pour régler les affaires de la principauté, dont il est régent, puis confie l'administration à Renaud Masoier, connétable d'Antioche.
Espérant profiter des troubles internes, des bandes turcomanes envahissent la principauté d'Antioche, d'où ils sont repoussés, puis le comté de Tripoli où ils battent Pons et l'obligent à se réfugier dans Montferrand.
Avertie, son épouse Cécile de France, demi-sœur de Foulques, se précipite à Jérusalem pour demander secours à son frère. Foulques arrive à temps pour obliger les Turcomans à lever le siège de Montferrand, puis bat les troupes d'Alep à Qinnesrin.
Les années qui suivent sont militairement calmes, car Zengi est occupé par les luttes entre les califes abbassides de Bagdad et les sultans seldjoukides, et n'intervient pas en Syrie jusqu'en 1137. Les Francs en profitent pour construire des forts permettant d'assurer la sécurité des routes.
Parmi les principaux barons du royaume figure Hugues II du Puiset, comte de Jaffa, un cousin et un ami d'enfance de la reine, avec laquelle des esprits malveillants le soupçonnent d'entretenir une liaison. Peu à peu se forment deux camps, les partisans du roi et ceux du comte de Jaffa. 
Gautier de Grenier, seigneur de Césarée, beau-fils du comte de Jaffa hostile à son beau-père, l'accuse de trahison et lui lance un défi. Hugues l'accepte, mais ne se présente pas le jour fixé pour le duel judiciaire et est déclaré coupable. 
Pris de peur, Hugues de Jaffa se réfugie à Ascalon sous la protection des Égyptiens, mais ses vassaux refusent l'alliance égyptienne et l'abandonnent. Hugues est alors obligé de se soumettre, et il est exilé pour une durée de trois ans. Au moment de s'embarquer, il est attaqué par un chevalier breton et grièvement blessé. Voulant couper court aux accusations d'avoir commandité le meurtre et aux risques d'émeutes, Foulques fait juger le coupable par la Haute Cour des barons et ordonne que l'exécution soit publique et qu'on ne lui coupe pas la langue pour lui permettre de parler jusqu'au bout, et la loyauté du roi dans cette affaire est reconnue par tous. Hugues du Puiset se rétablit, contre toute attente, et se rend en Sicile, où il meurt peu après. Mais le courroux de Mélisende de Jérusalem s'exerce longtemps sur les protagonistes, au point que certains craignent pour leur vie, avant qu'il ne finisse par s'apaiser,.
Mélisende profite de son ascendant sur son mari, qui cherche à se faire pardonner, pour lui faire autoriser le retour de sa sœur Alix à Antioche. Le nouveau patriarche, Raoul de Domfront, en lutte contre son clergé, trouve en elle une alliée et ne s'oppose pas à son retour, mais Foulques contre ce retour et cette complaisance en négociant le mariage de la princesse Constance avec Raymond de Poitiers (1136).

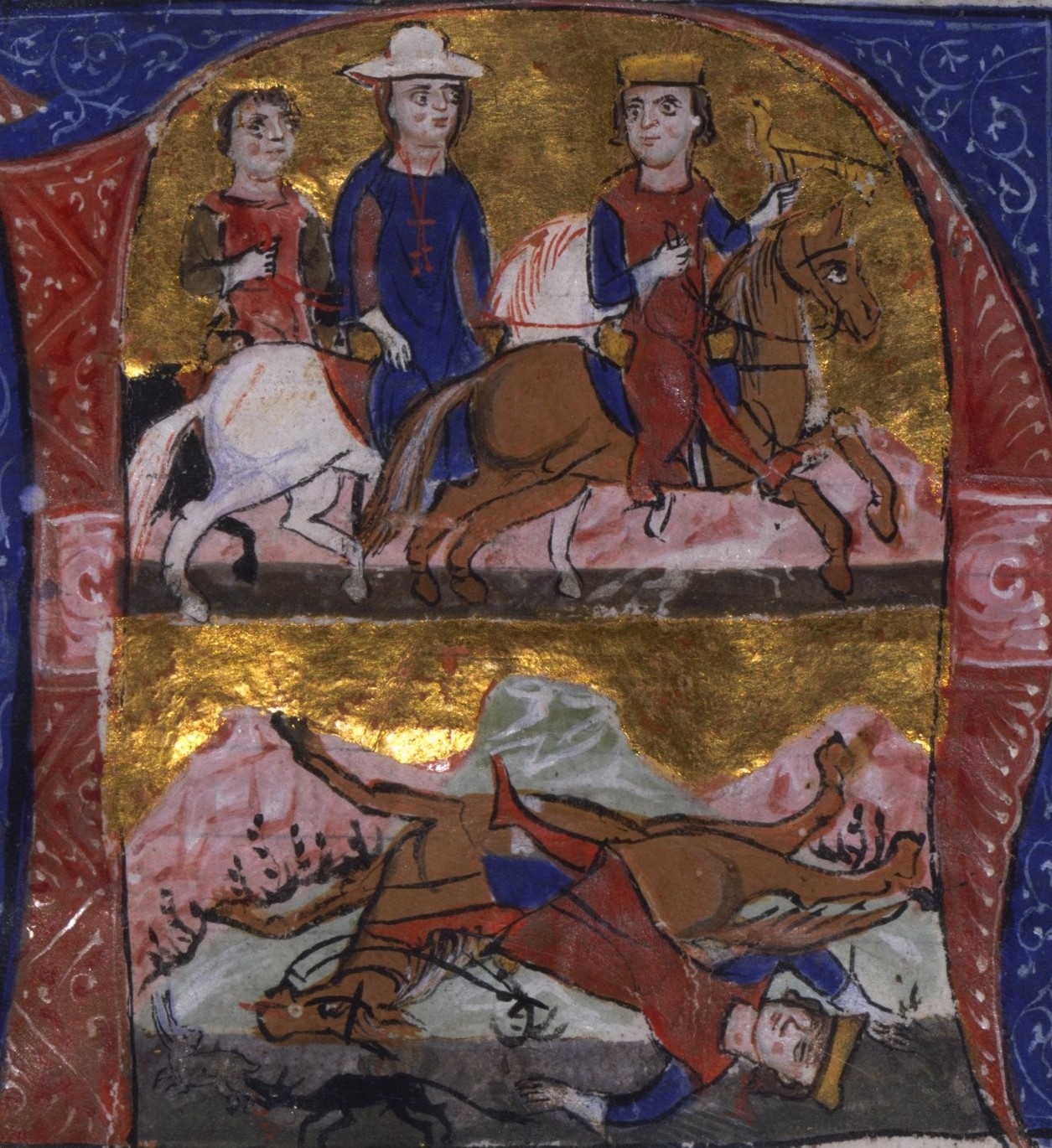
Mort de Foulques à la suite d'une chute de cheval. Guillaume de Tyr, XIIIe siècle.

Zengi, ayant réglé les affaires irakiennes, reprend l'offensive contre les Francs qui sont acculés à la défensive, mais l'empêchent de s'emparer de Damas (février 1135) et de Homs (juillet 1137). Il attaque ensuite Montferrand, bat Foulques qui conduit une armée de secours, l'oblige à se réfugier dans la forteresse et le pousse à livrer la place forte en échange de la vie sauve et de la liberté, malgré l'arrivée d'une autre armée de secours (août 1137),.
C'est à cette époque que Jean II Comnène, empereur byzantin, intervient en Cilicie, puis assiège Antioche. Ayant besoin de toute l'aide militaire contre Zengi, Foulques et Raymond acceptent de reconnaître la suzeraineté byzantine sur Antioche, concluent une alliance et envisagent une expédition de conquête d'Alep. Mais la mésentente franco-byzantine fait échouer le siège de Shaizar en mai 1138 et Jean Comnène repart à Byzance,. Pour compenser le départ de cet allié, Foulques conclut un pacte d'assistance avec Mu'in ad-Din Unur, régent de Damas, également menacé par Zengi,.
Afin de renforcer la sécurité du royaume vis-à-vis des incursions égyptiennes, Foulques ordonne la construction de forteresses à Ibelin (Yavné), Blanche-Garde (Gath), Bethgibelin (Beth Guvrin) et Moab.
Il meurt à Acre le 10 novembre 1143 d'une chute de cheval, laissant deux fils mineurs, les futurs Baudouin III et Amaury Ier.

## Mariages et enfants
Il épouse en premières noces en 1110 Erembourg († 1126), comtesse du Maine, fille d'Hélie de Beaugency, comte du Maine, et de Mathilde de Château-du-Loir, et a :
- Geoffroy V le Bel ou Plantagenêt († 1151), comte d'Anjou, de Tours, du Maine et duc de Normandie ;
- Hélie II († 1151), comte du Maine ;
- Mathilde née sous le nom d'Alice († 1154), mariée à Guillaume Adelin († 1120), fils et héritier du roi Henri Ier d'Angleterre; elle est abbesse de Fontevraud (1149-1154) ;
- Sibylle († 1165), mariée en 1123 à Guillaume Cliton. Le mariage est annulé en 1124, et elle se remaria en 1134 avec Thierry d'Alsace, comte de Flandre.

Veuf, Foulques V se remarie en 1129 avec Mélisende de Jérusalem († 1161), fille de Baudouin II, roi de Jérusalem, et de Morfia de Malatya. Ils ont :
- Baudouin III (1131 † 1162), roi de Jérusalem ;
- Amaury Ier (1136 † 1174), roi de Jérusalem.

#### Sources de la partie française de sa vie
- Ivan Gobry, Histoire des Rois de France, Louis VI, père de Louis VII, Paris, Pygmalion, 2003, 366 p. (ISBN 2-85704-843-2).
- J. Balteau, « ANJOU (Comtes d’) » dans Dictionnaire de biographie française, vol. 2, Paris, 1936 [détail des éditions] , col. 1263-1271.
- Notice « Foulque V », dans le Dictionnaire historique, géographique et biographique de Maine et Loire et de l’ancienne province d’Anjou, t. 2, Angers, 1965, p. 183.

#### Sources de la partie orientale de sa vie
- René Grousset, Histoire des croisades et du royaume franc de Jérusalem, Paris, Perrin, 1936 (réimpr. 1999).
  -  I. 1095-1130 – L’anarchie musulmane, 1934  (ISBN 2-262-02548-7).
  -  II. 1131-1187 – L’équilibre, 1935  (ISBN 2-262-02568-1).
- Amin Maalouf, Les Croisades vues par les Arabes, J’ai lu, 1983 (ISBN 978-2-290-11916-7).